# 马希 (奥布省)
马希（法語：Machy，法語發音：[maʃi]）是法国奥布省的一个市镇，位于该省中部偏南，属于特鲁瓦区和特鲁瓦香槟都会城市圈公共社区，其市镇面积为2.74平方公里，2022年1月1日时人口数量为108人。
马希是特鲁瓦香槟都会城市圈公共社区的组成部分，位于特鲁瓦市区以南大约20公里。

## 行政
马希的邮政编码为10320，INSEE市镇编码为10212。

## 地理
马希（48°8'23"N, 4°2'52"E）位于法国中北部偏东，大东部大区西南部和奥布省中南部。
与马希接壤的市镇包括：克雷桑蒂涅、雅韦尔南、热尼、利雷、莫涅河畔隆日维尔。
马希属于塞纳河流域，境内地势平坦。
按照柯本气候分类法，马希属于温带海洋性气候，全年温差较小，降水分布均匀。

## 历史
马希历史上长期为一普通村落，法国大革命后成为市镇。

## 交通
奥布省省道D1线、D25线和D188线经过马希境内。

## 政治
现任马希市长为波利娜·鲁索女士（Pauline Rousseau）。

## 人口
| 年份   | 1936 | 1946 | 1954 | 1962 | 1968 | 1975 | 1982 | 1990 | 1999 | 2006 | 2011 | 2016 | 2017 |
| ------ | ---- | ---- | ---- | ---- | ---- | ---- | ---- | ---- | ---- | ---- | ---- | ---- | ---- |
| 人口數 | 98   | 83   | 95   | 93   | 93   | 76   | 101  | 127  | 112  | 103  | 121  | 113  | 115  |